# Akhtala
Akhtala (in armeno Ախթալա?) è una città dell'Armenia di 2 412 abitanti (2008) della provincia di Lori.
Si trova nella valle del Debed, sulla riva sinistra del fiume, ai piedi del Monte Lalvar, 10 km a nord est di Alaverdi e 185 km da Erevan. La città ha una stazione ferroviaria della linea di Gyumri - Tbilisi. Nelle vicinanze ci sono depositi di piombo e di rame.
Vicino alla città vi è un monastero-fortezza medievale. La fortezza fu costruita nel X secolo durante il regno dei Bagratidi. Una chiesa è stata costruita nel XIII secolo.

## Galleria d'immagini

Akhtala
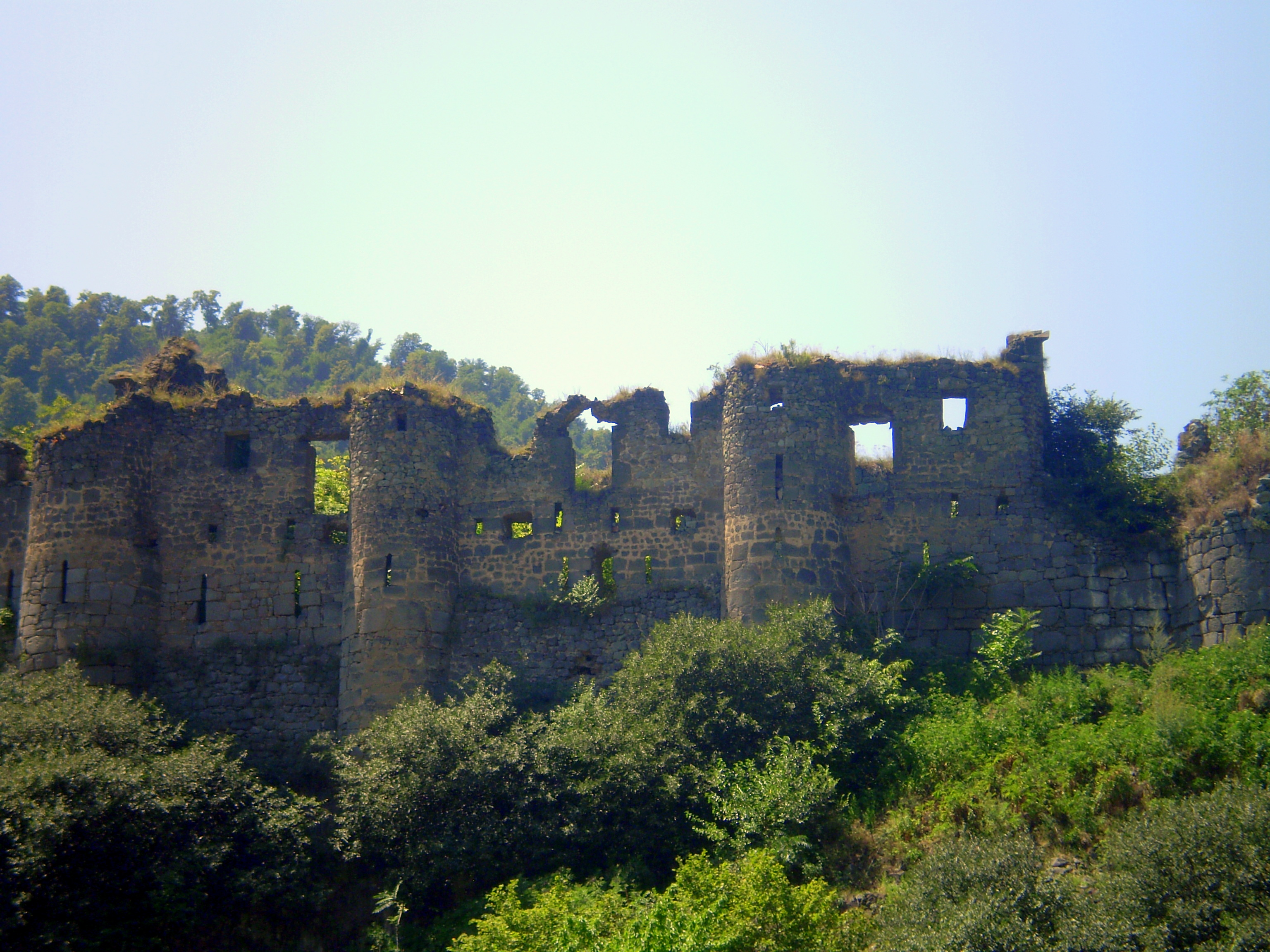
Il muro orientale della fortezza di Akhtala
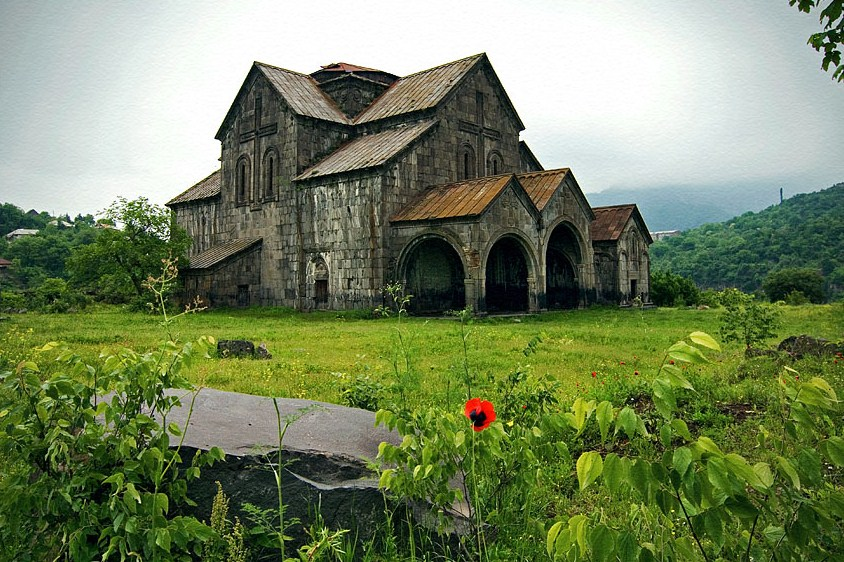
Il Monastero di Akhtala
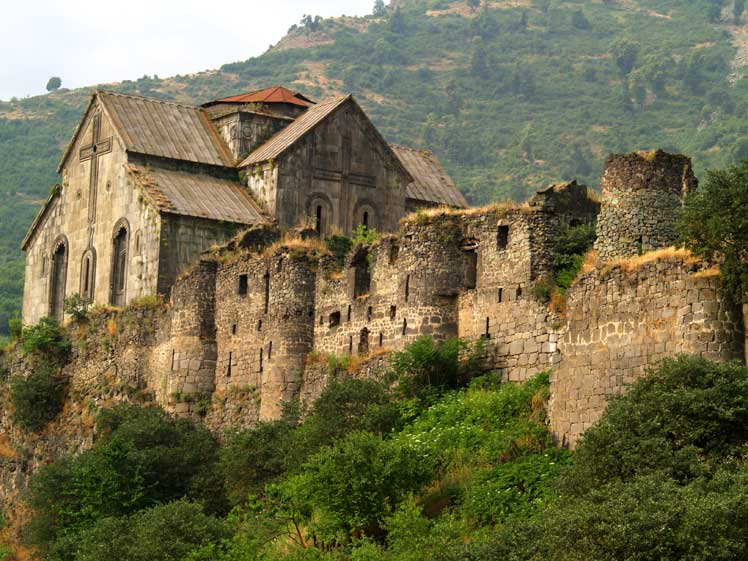
Il Monastero di Akhtala e le mura della fortezza